# Mainland (Orkady)
Mainland (gael. Mòr-thìr) – największa wyspa archipelagu Orkadów w Szkocji, o powierzchni 523 km². Główne miasta to: Kirkwall, Stromness i Finstown.

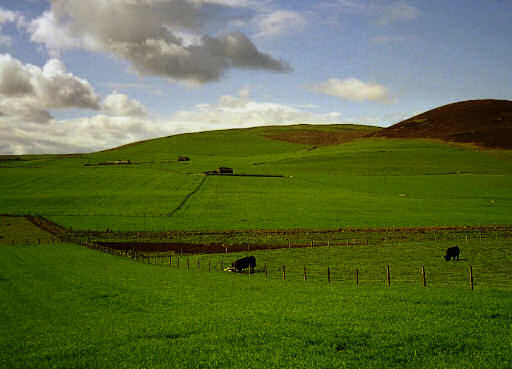
Mainland.

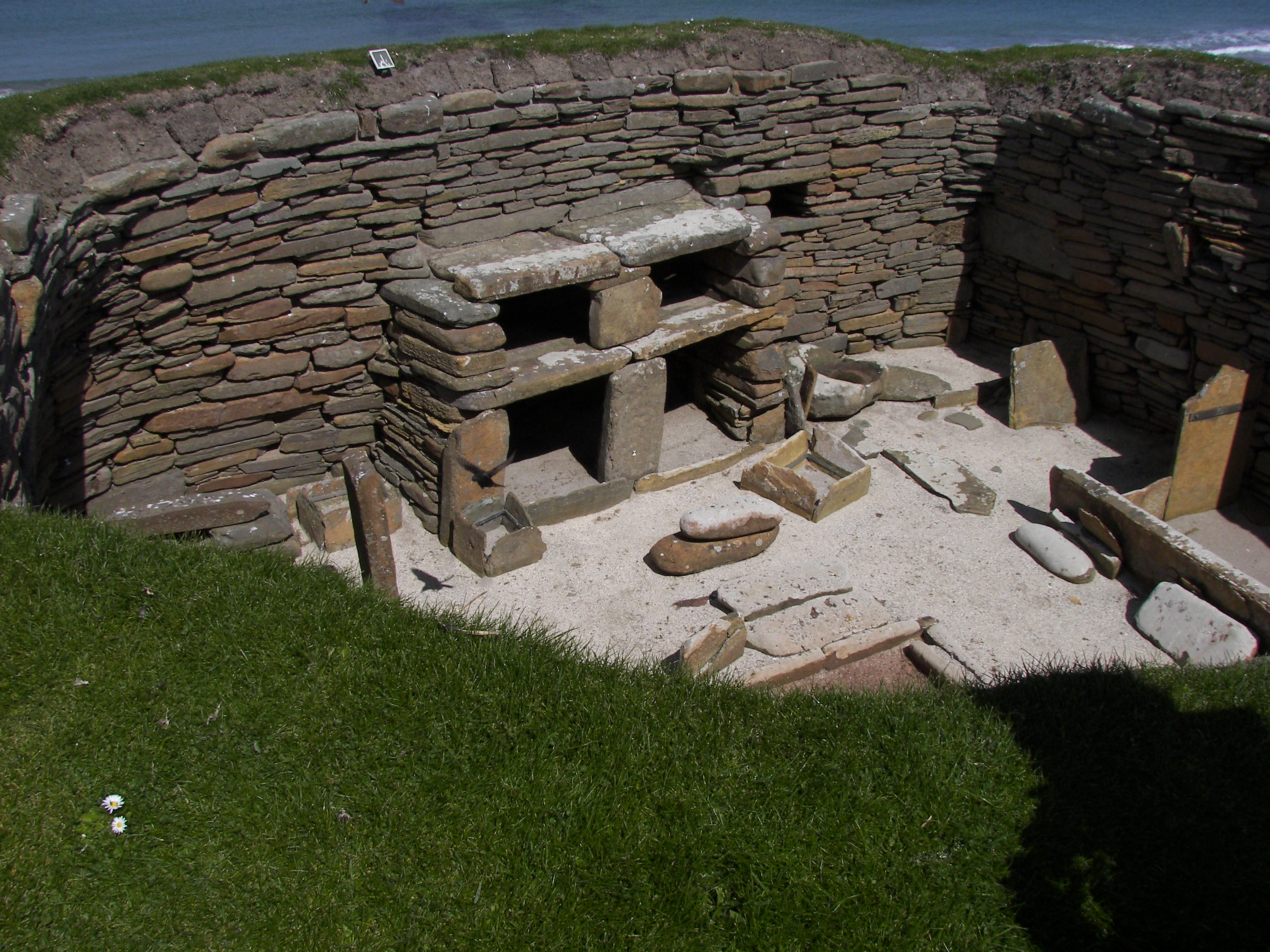
Skara Brae

Wyspa zbudowana jest z paleozoicznych piaskowców, a na powierzchni występują formy polodowcowe. Klimat łagodny, morski. Śrenia roczna temperatura wynosi 8 °C, z czego zimą 4 °C, a latem 12 °C. Roczne opady wahają się od 850 do 940 mm. Latem i wczesną jesienią występują mgły. Na wyspie praktycznie nie ma lasów, jednak środowisko zamieszkują rozmaite gatunki, m.in. endemiczne morskie ptaki.
Zachowało się tu wiele pozostałości po epoce neolitu, m.in. krąg kamienny Ring of Brodgar, kurhan Maes Howe oraz dość dobrze zachowane osiedle Skara Brae. Wszystkie te obiekty zostały wpisane na listę światowego dziedzictwa UNESCO.
Na wyspie znajdują się też pozostałości osady z epoki żelaza, z centralnie położoną kamienną wieżą typu broch (broch w Gurness).